# Oxysychus acanthocini
Oxysychus acanthocini är en stekelart som först beskrevs av William Harris Ashmead 1887.  Oxysychus acanthocini ingår i släktet Oxysychus och familjen puppglanssteklar. Inga underarter finns listade i Catalogue of Life.